# Ruská Kajňa
Ruská Kajňa est un village de Slovaquie situé dans la région de Prešov.

## Histoire
Première mention écrite du village en 1582.

## Démographie

### Évolution de la population
| Année:               | 1994. | 2004.    | 2014.    | 2024.   |
| -------------------- | ----- | -------- | -------- | ------- |
| Nombre de personnes: | 169   | 134      | 111      | 100     |
| Différence:          |       | -20,71 % | -17,16 % | -9,90 % |

| Année:               | 2023. | 2024.   |
| -------------------- | ----- | ------- |
| Nombre de personnes: | 101   | 100     |
| Différence:          |       | -0,99 % |